# Struktura obyvatelstva
Struktura obyvatelstva představuje jeden z nejzákladnějších výchozích pramenů demografické analýzy v demografii. Jejím grafickým vyjádřením je věková pyramida, pomáhá pochopit strukturu dané populace v daném okamžiku na daném území.
Podle charakteru a způsobu zpracování určuje:
- Přepočtený počet jedinců v daném věku nebo věkové skupině standardně na 100 nebo 1000 obyvatel. V takovém případě se jedná o relativní věkovou strukturu.

- Přesný počet jedinců v daném věku nebo věkové skupině, pracuje s absolutními údaji a vytváří tedy absolutní věkovou strukturu.

Ve všech případech je však nutné počítat věkovou strukturu zvlášť pro mužské a zvlášť pro ženské pohlaví, důvodem jsou značné rozdíly v úmrtnosti nejen ve vysokém věku. Kdyby se obě pohlaví počítala dohromady, způsobilo by to zkreslení výsledných dat. V rámci struktury obyvatelstva hovoříme tedy o struktuře obyvatelstva podle věku a struktuře obyvatelstva podle pohlaví. Obě struktury jsou však vzájemně propojené a je žádoucí s nimi počítat současně.

## Struktura obyvatelstva podle pohlaví
Poměr neboli zastoupení obou pohlaví v populaci se v průběhu let člověka mění. Vliv na rozdílnost poměru mají biologické zákonitosti a migrace. 
U živě narozených dětí je poměr mezi chlapci a děvčaty v rozmezí od 104 do 107 chlapců na 100 děvčat. Rodí se tedy více chlapců než děvčat. Pokud je při zkoumání poměr velmi odlišný od hodnot těsně nad 100, může dojít k nepřesné evidenci u velkých souborů dat, nebo se v daném regionu provádí selekce potomků (některé rozvinuté země upřednostňují potomka jednoho pohlaví a druhé pak usmrcují).
Druhým biologicky daným faktorem ovlivňující poměr mezi muži a ženami je diferenční úmrtnost mužů a žen. Za normálních podmínek umírá více mužů než žen, hovoříme tedy o mužské nadúmrtnosti. Tento fakt je velmi zřetelný na věkové pyramidě ve vysokém věku. Počet žen v důchodovém věku razantně převyšuje počet mužů. Mužská nadúmrtnost se proto projevuje i na výši naděje dožití. Rozdíl v naději dožití mezi muži a ženami je například v České republice přibližně 6 let.
Jeli poměr obrácený a převažuje mužské pohlaví nad ženským, pak na daném území má velký vliv migrace (převážně za prací) nebo jsou zde nepříznivé podmínky pro život žen (například indický subkontinent).
U věkové struktury můžeme počítat se dvěma základními demografickými ukazateli - ukazatel maskulinity (poměr počtu mužů k celkovému počtu obyvatel) a index maskulinity (poměr počtu mužů k ženám).

## Struktura obyvatelstva podle věku
U věkové struktury obyvatelstva podle věku se nejčastěji zjišťují poměry mezi ekonomicky aktivní částí populace a neaktivní, aby se mohla vypočítat ekonomická zátěž, stejné ukazatele napomáhají v plánování důchodové politiky. Struktura obyvatelstva do budoucna napovídá, kolik bude například zapotřebí míst pro žáky ve školství, kolik bude lidí v důchodovém věku, kolik potenciálně ekonomicky aktivních lidí bude v následujících letech apod.
Pro tyto účely slouží index ekonomického zatížení (příp. ekonomické závislosti), index stáří a index závislosti (závislost počtu dětí nebo lidí v důchodovém věku na počet ekonomicky aktivních).
Pro hlubší analýzu věkové struktury se dále používá průměrný věk (průměrný věk v dané populaci) a věkový medián, který udává věk rozdělující populaci na dvě poloviny.
Struktura obyvatelstva podle věku také zobrazuje demografické stárnutí.

## Věková struktura krajů České republiky v roce 2007

Kraje
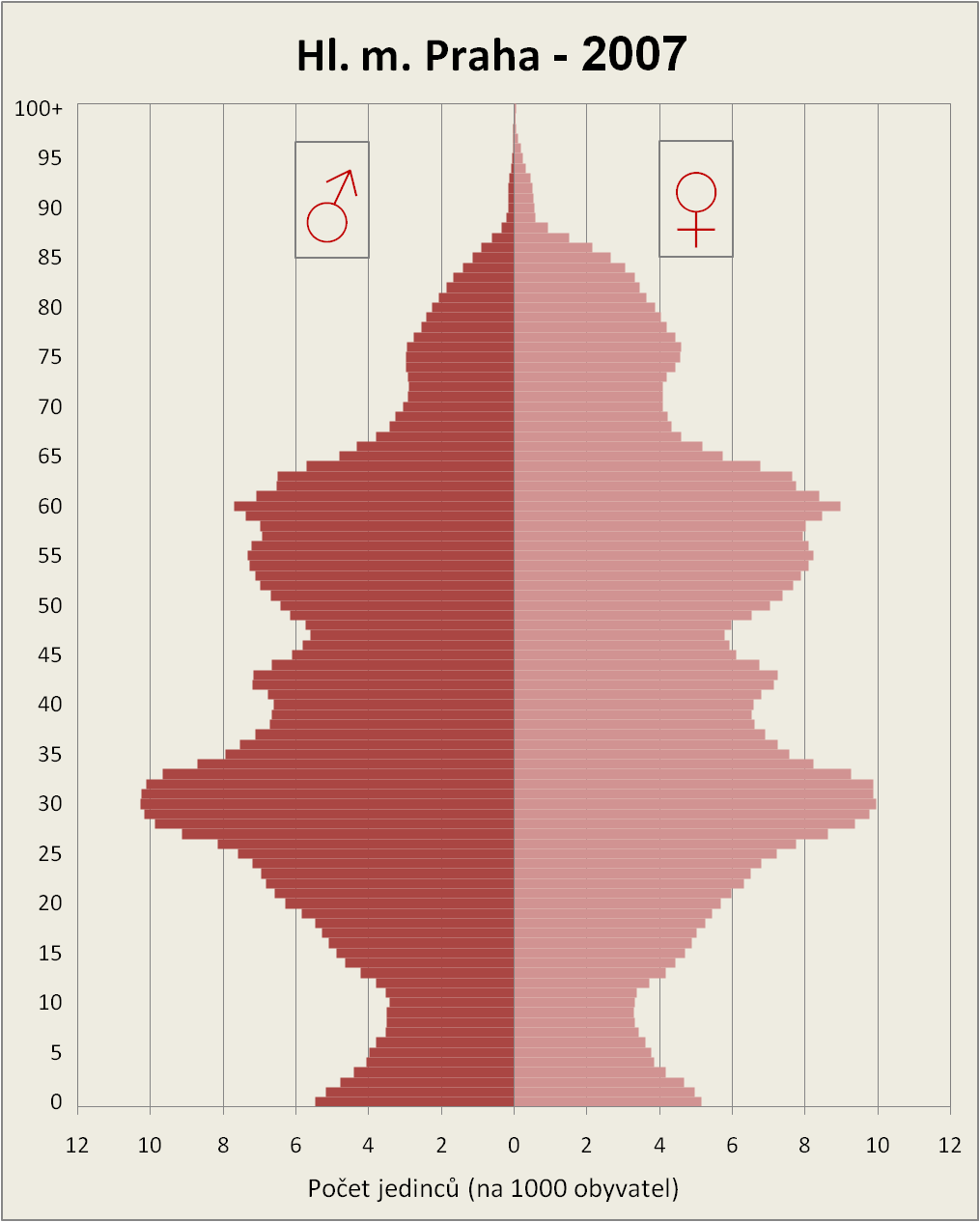
Hl. m. Praha
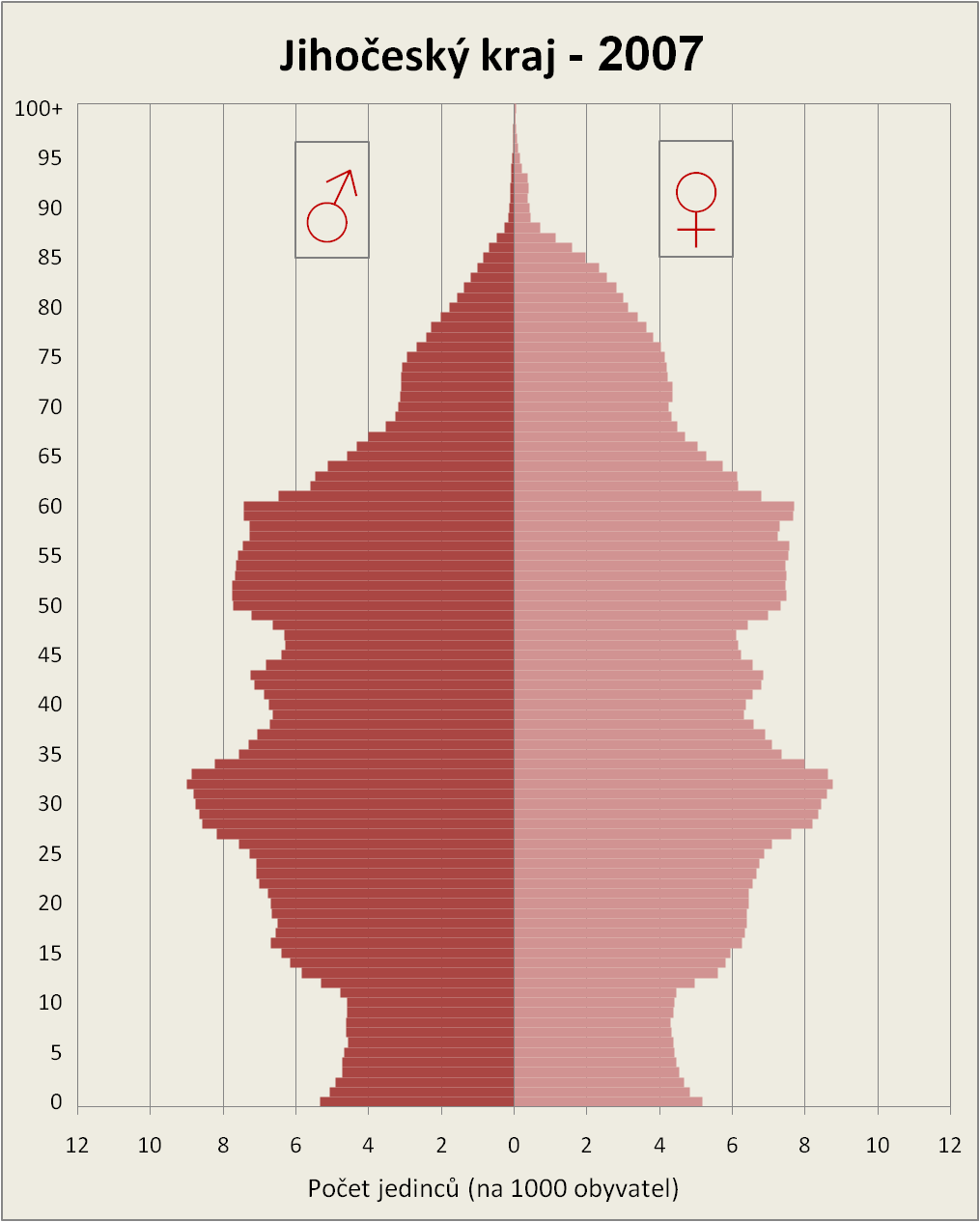
Jihočeský
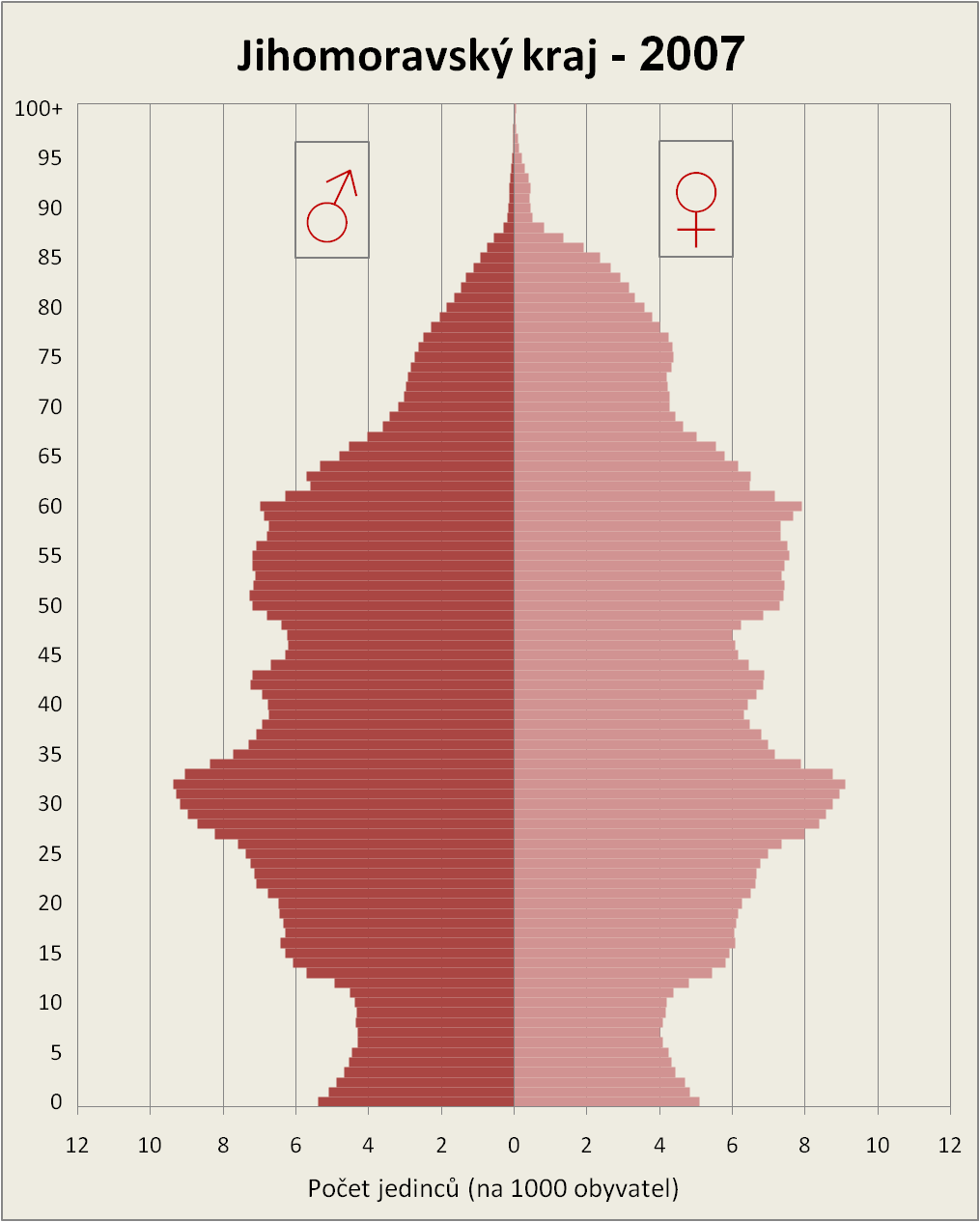
Jihomoravský
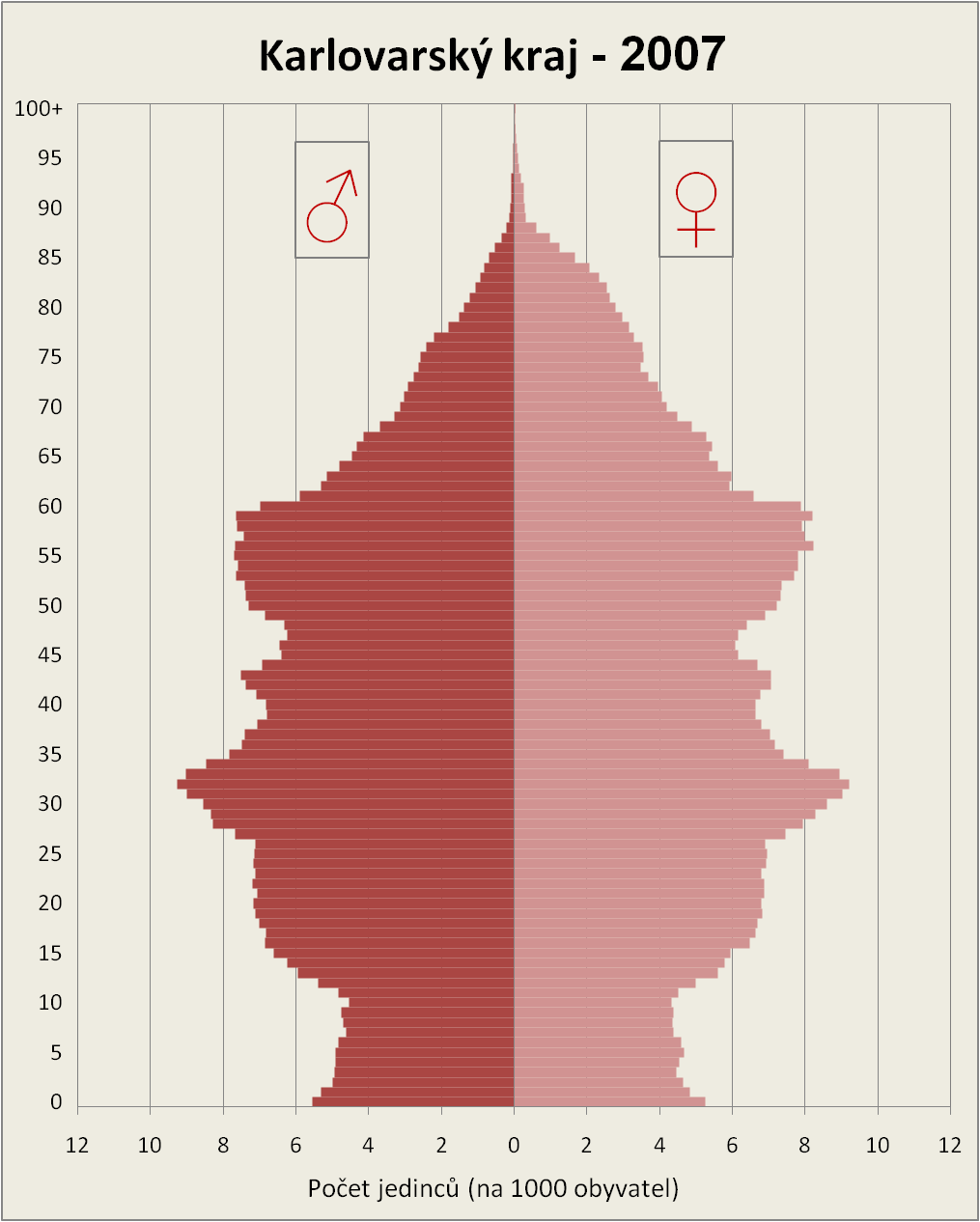
Karlovarský
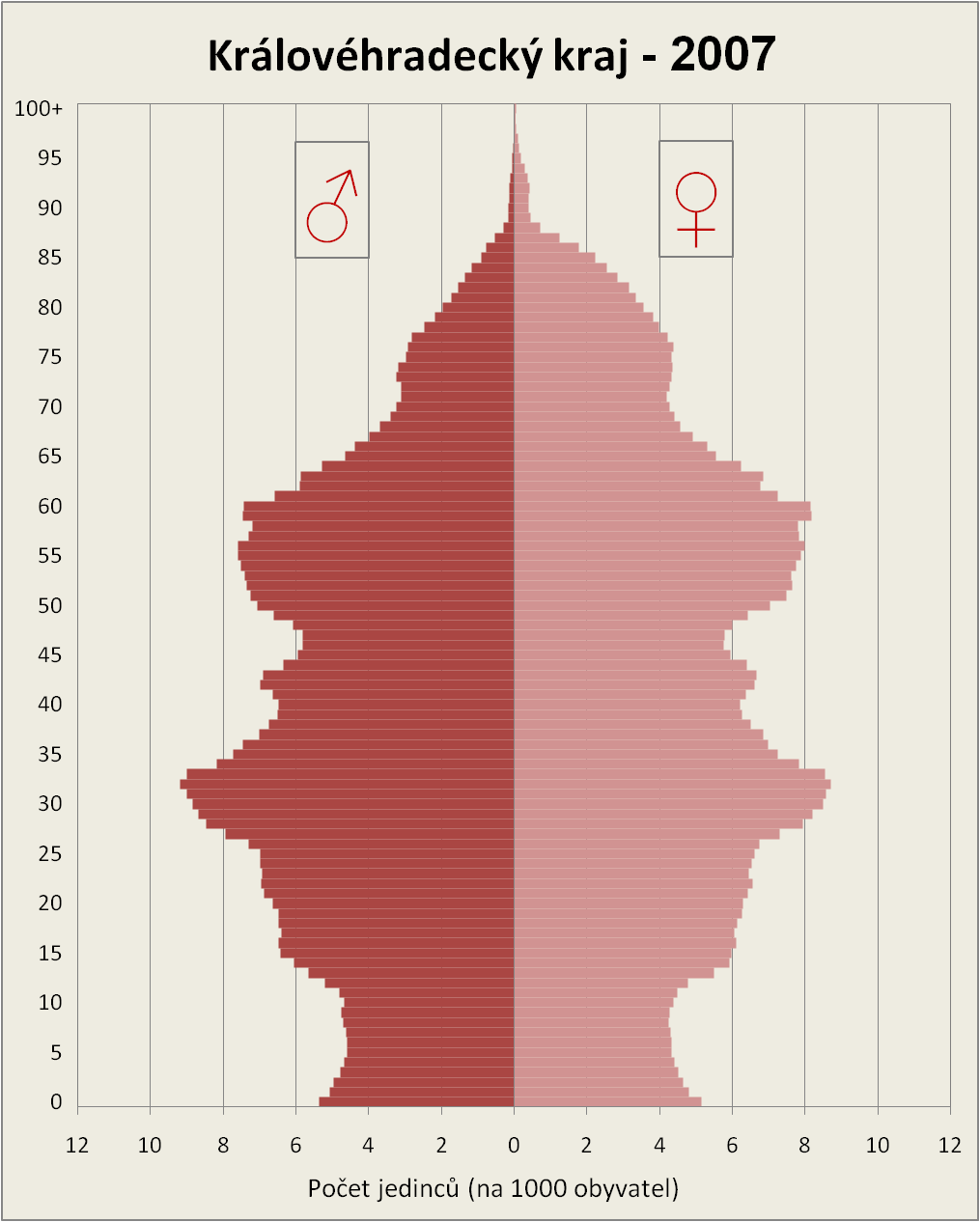
Královéhradecký
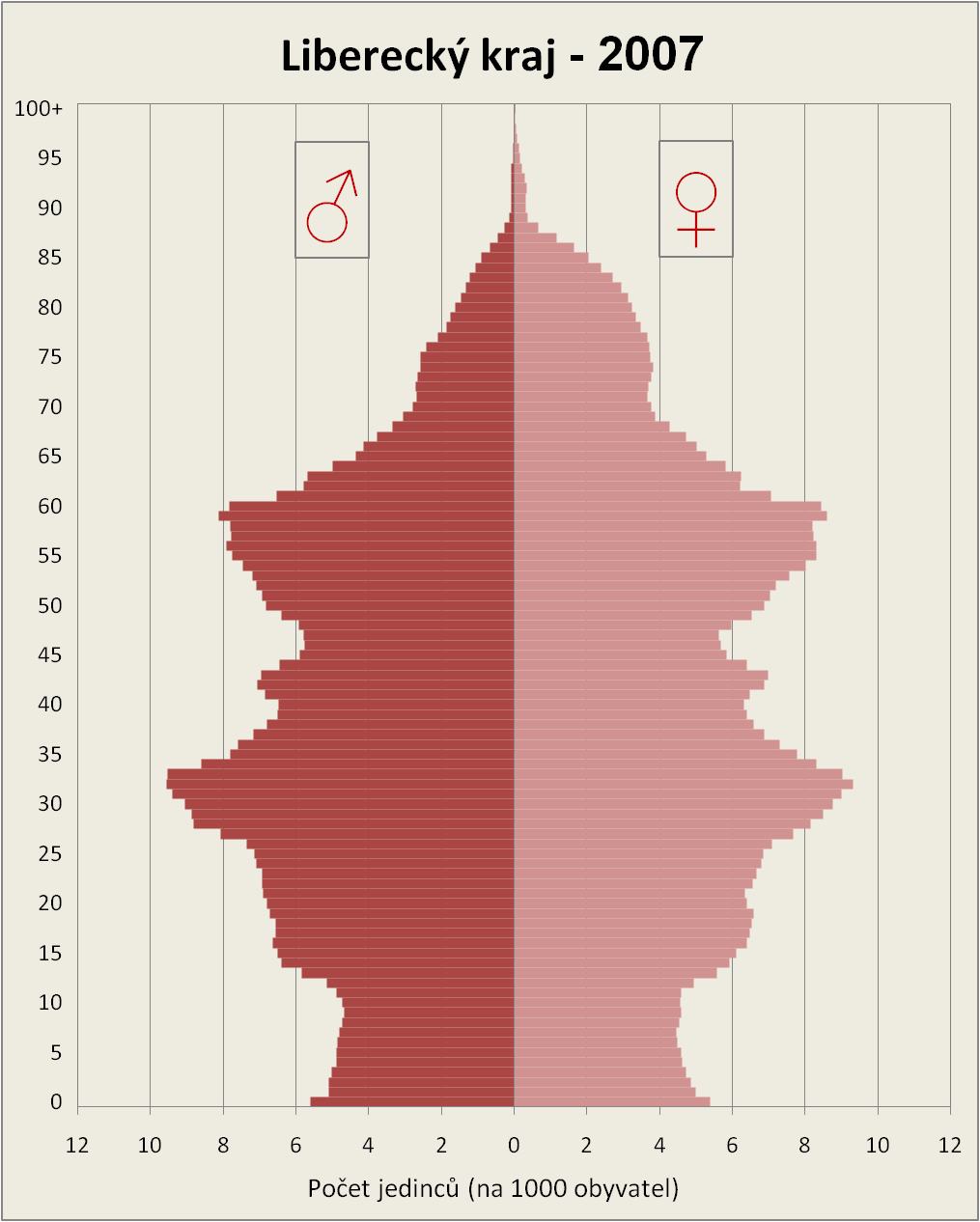
Liberecký
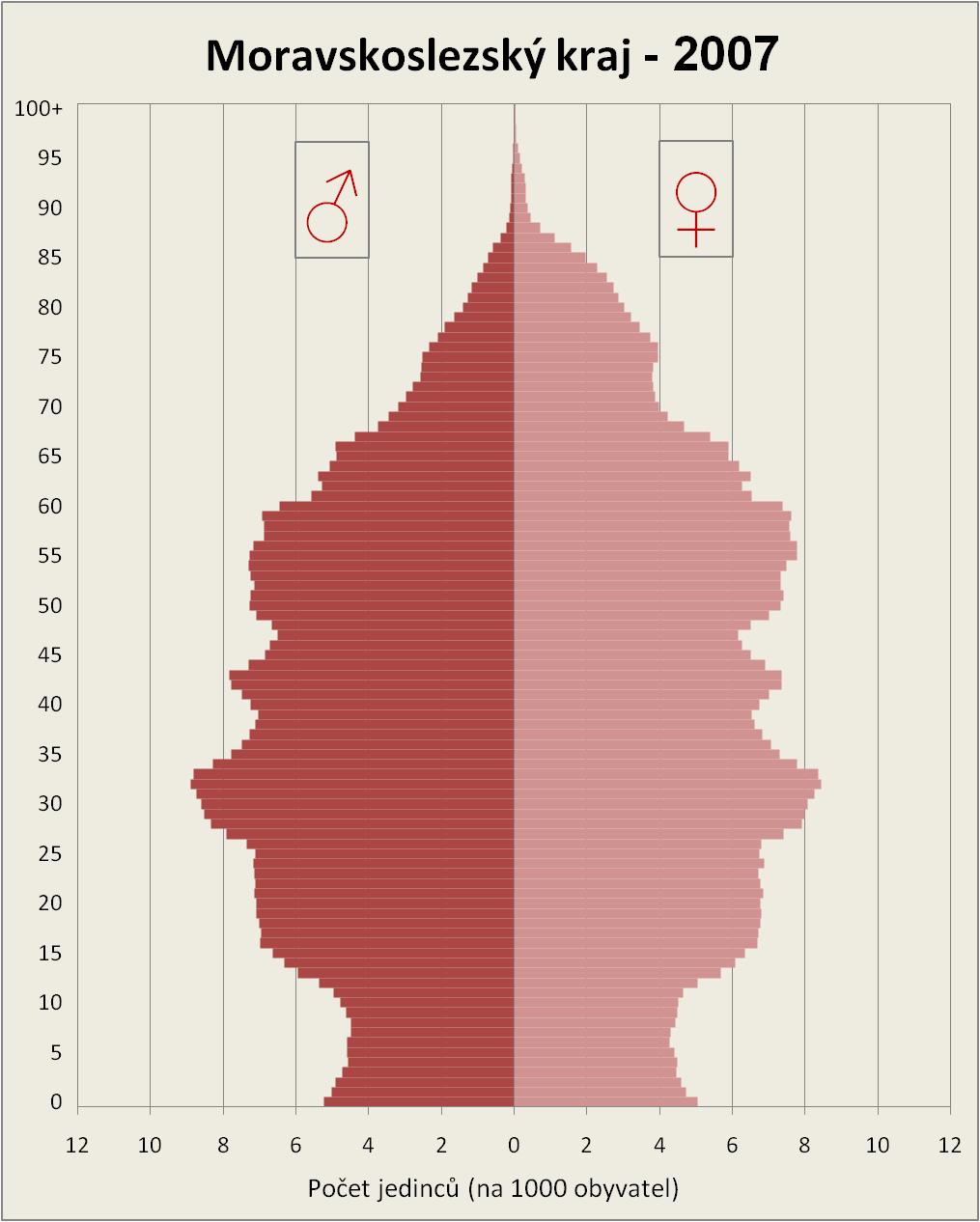
Moravskoslezský
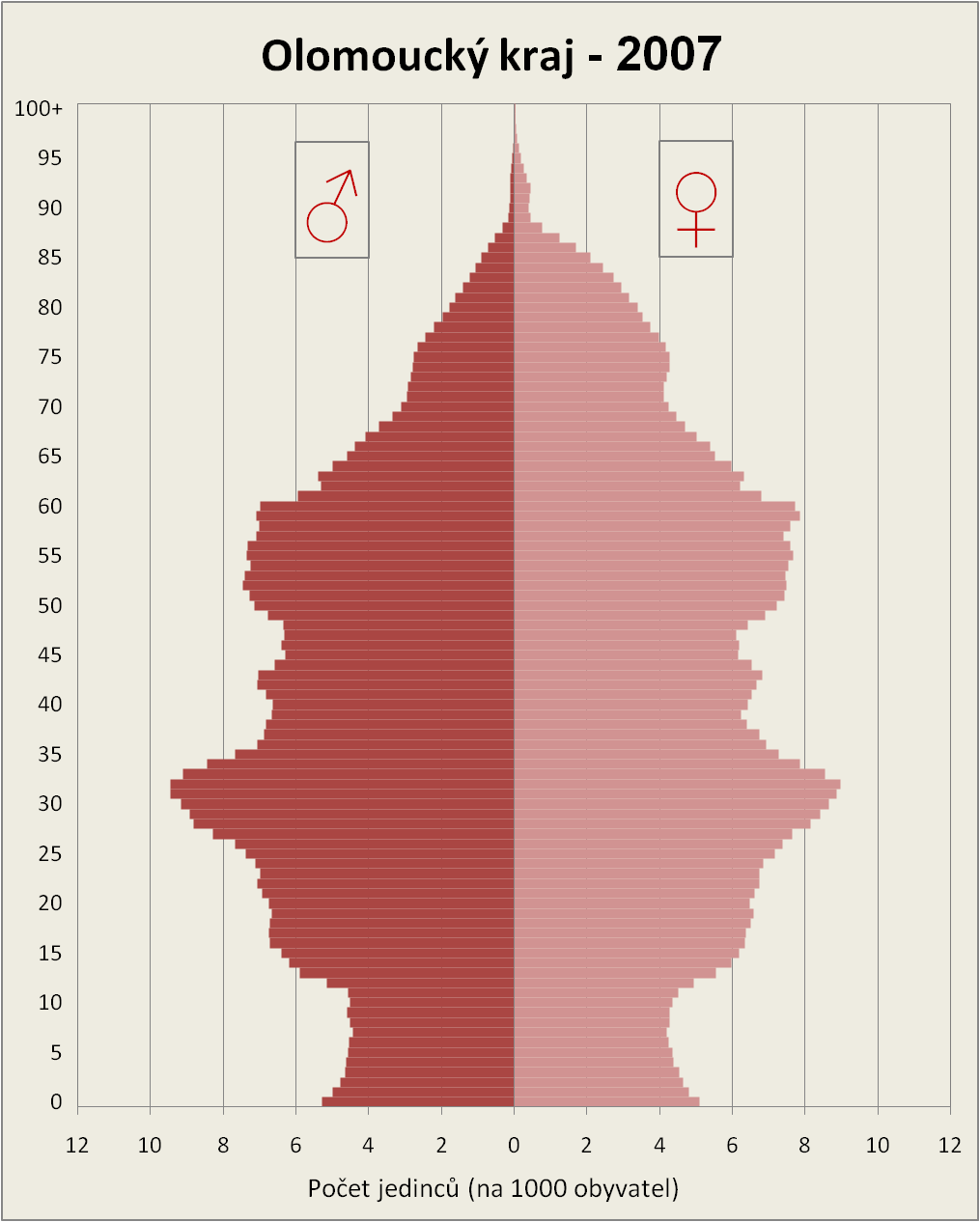
Olomoucký
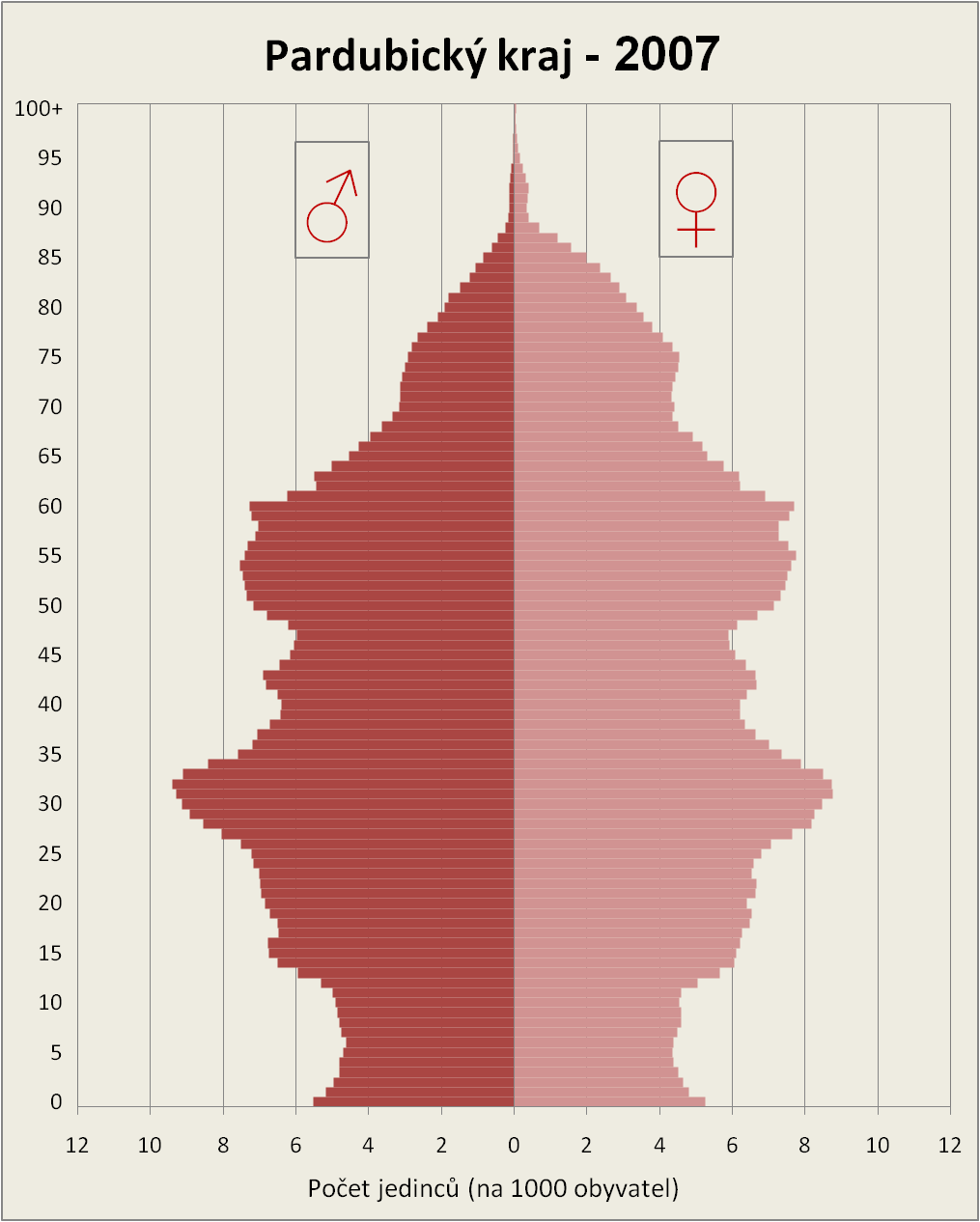
Pardubický
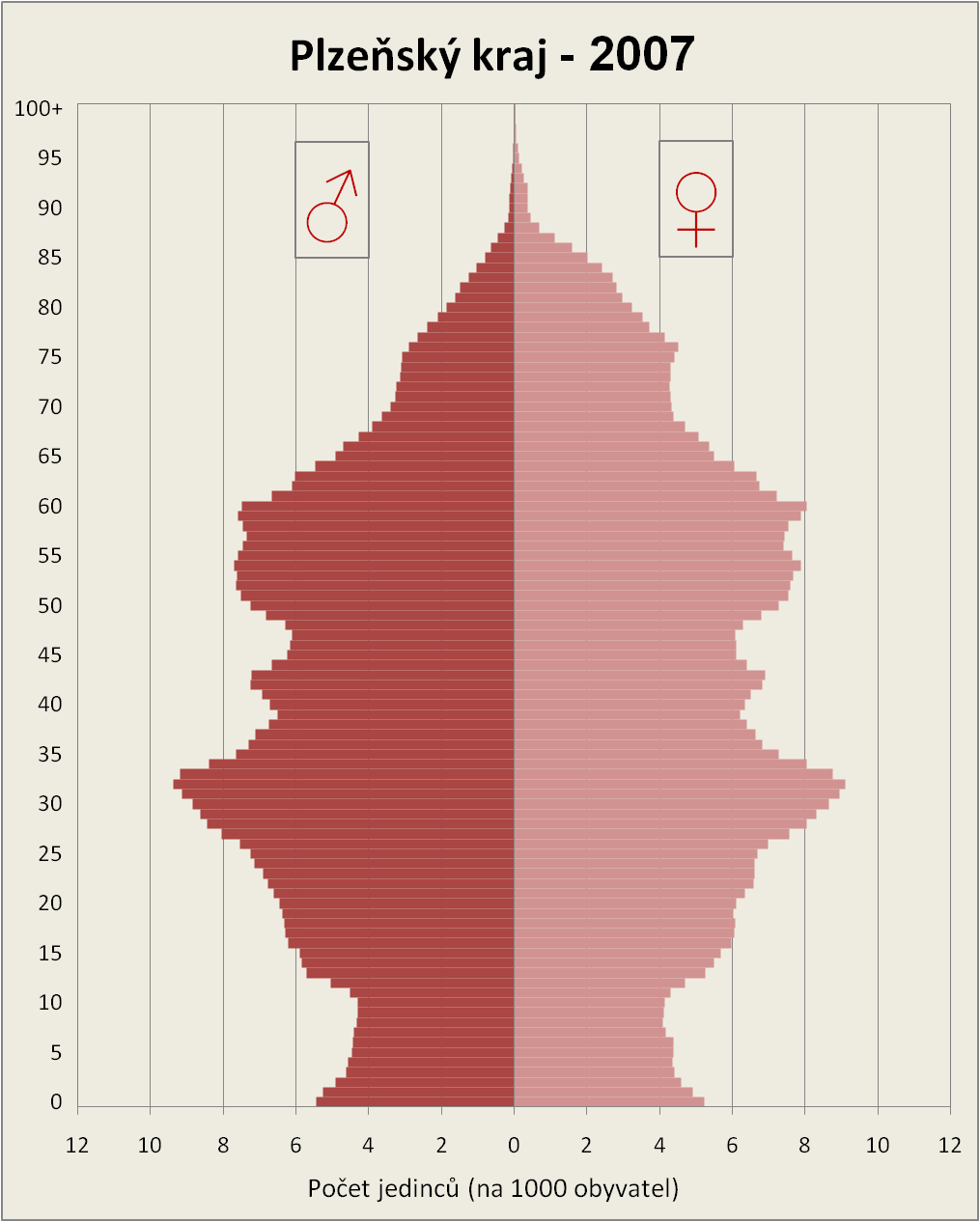
Plzeňský
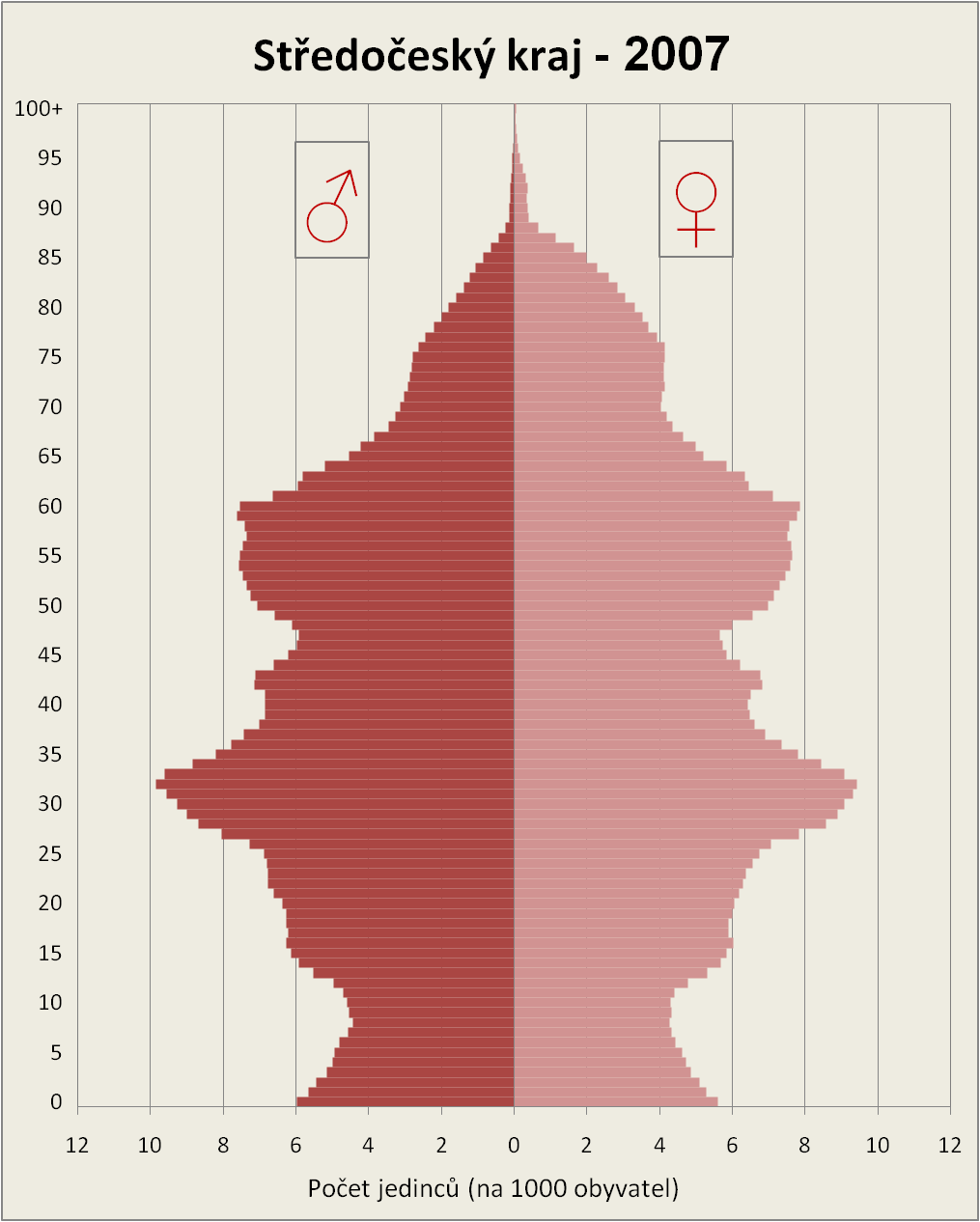
Středočeský
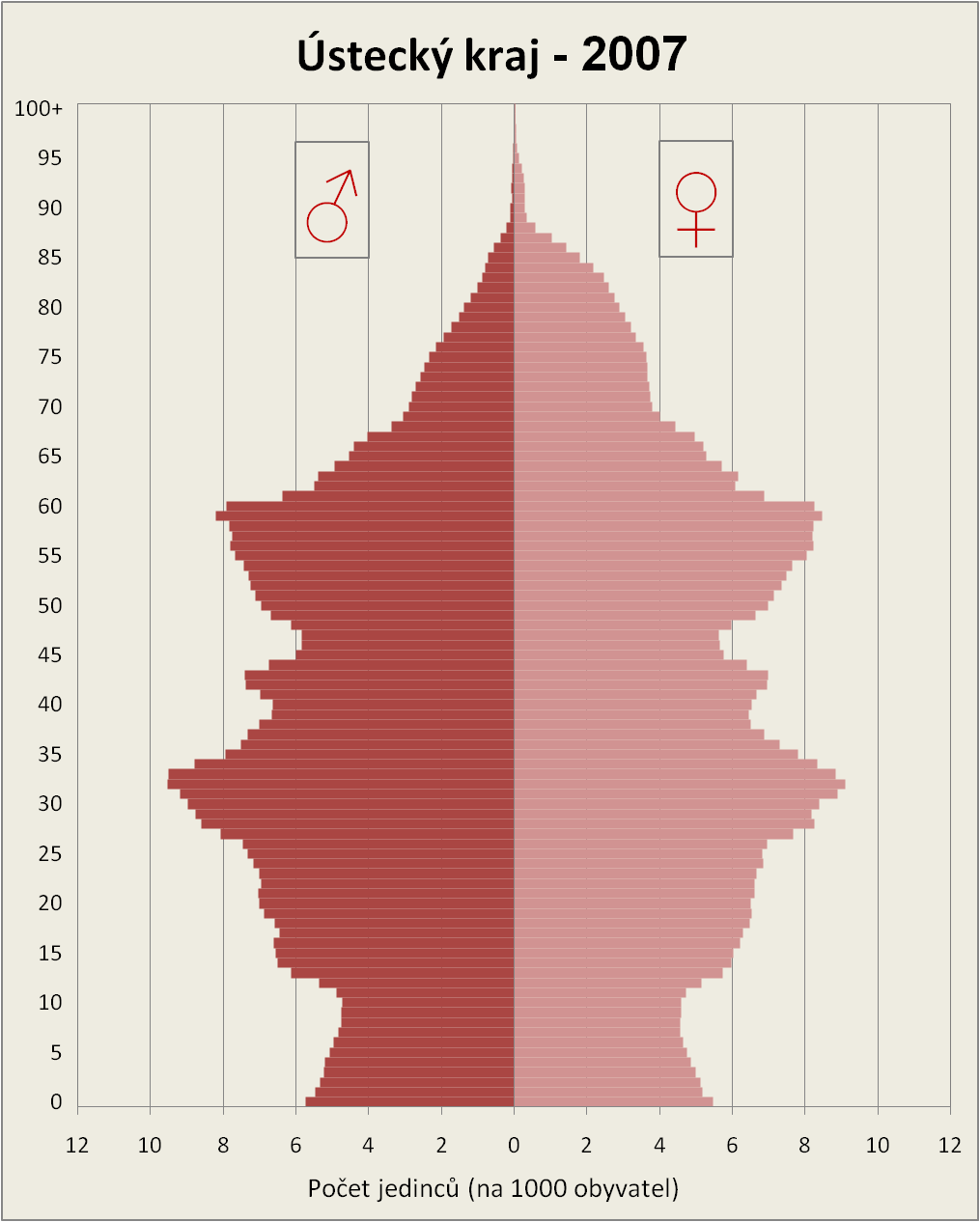
Ústecký
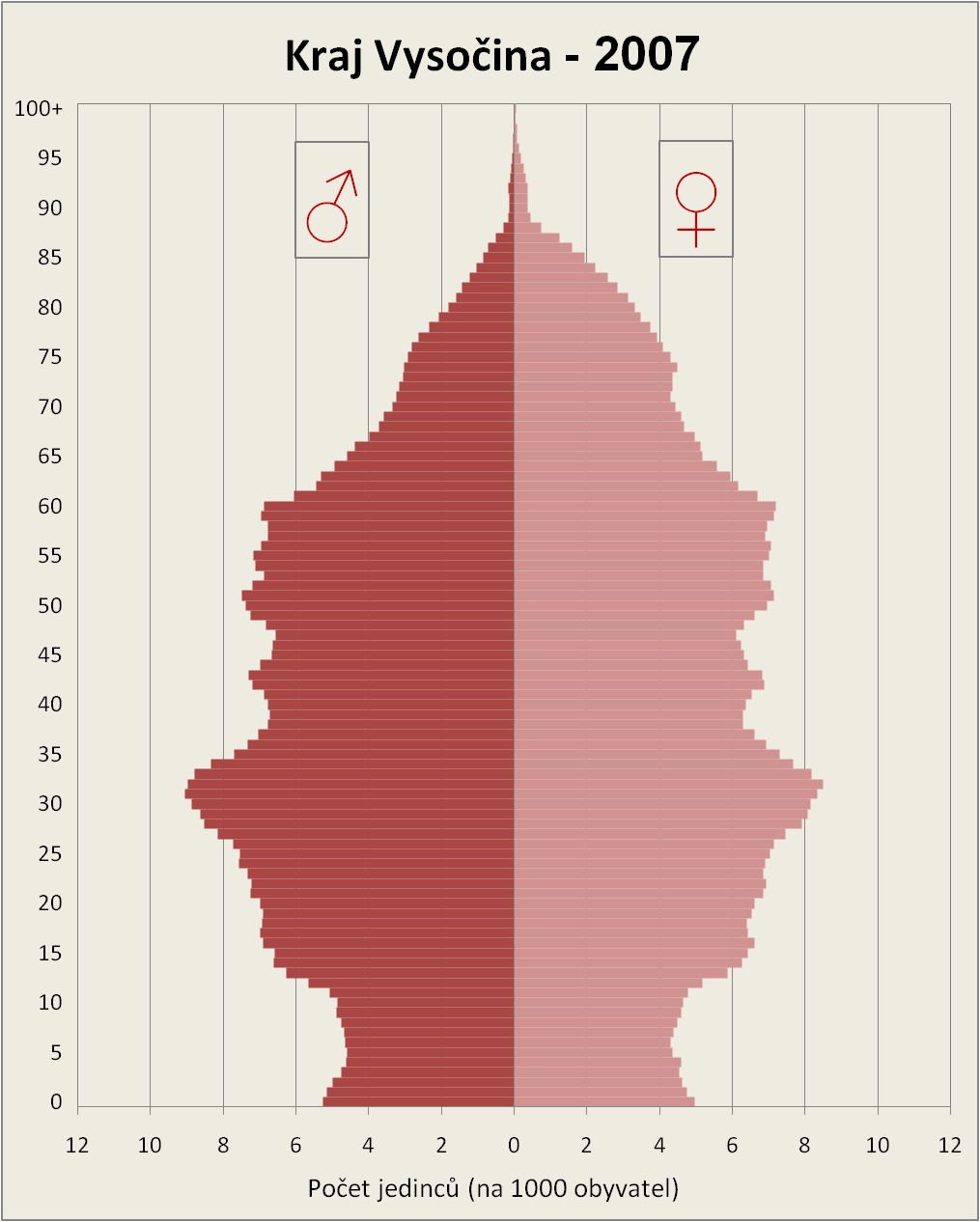
Vysočina
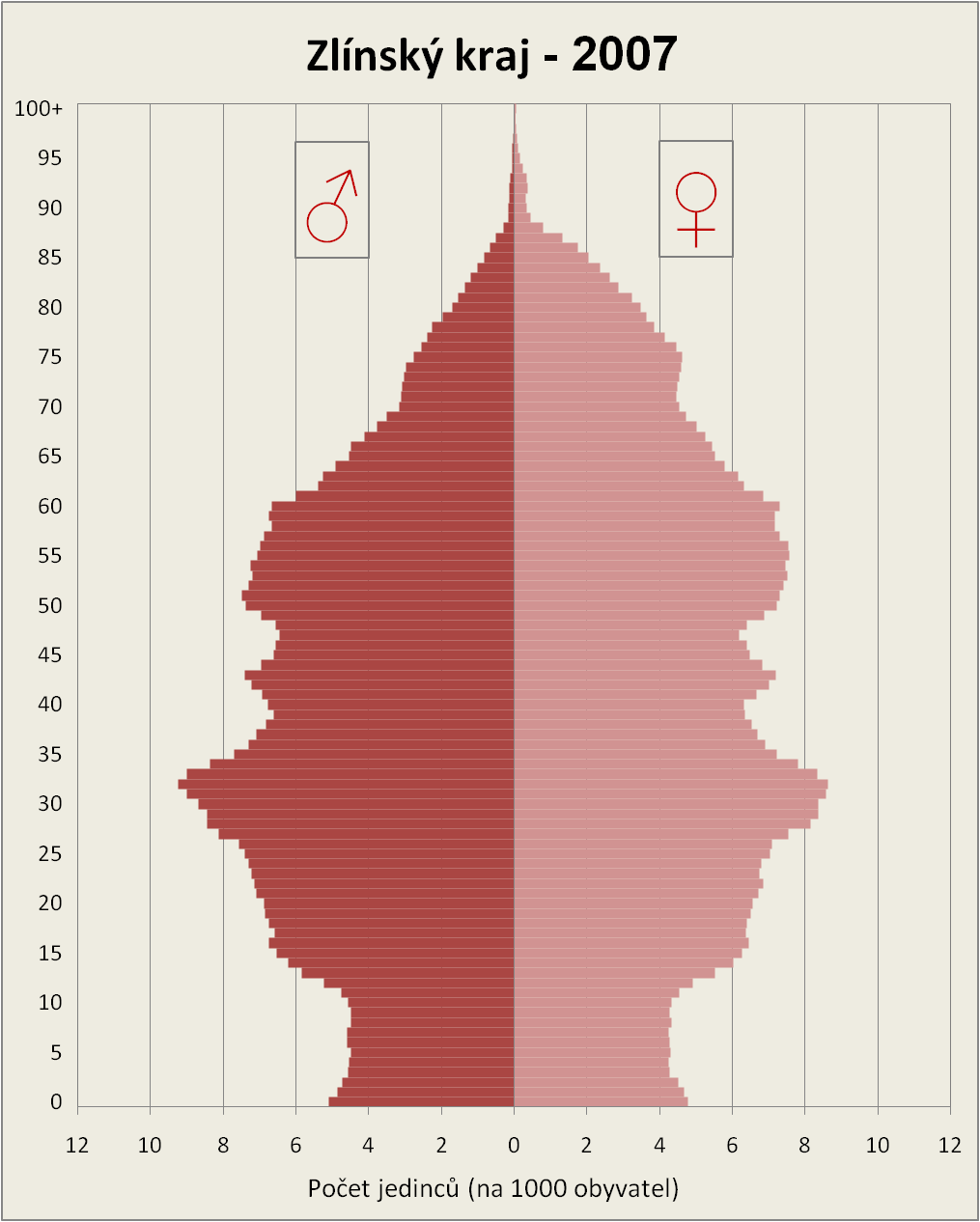
Zlínský